# Supercopa de Etiopía
La Supercopa de Etiopía es la copa de fútbol que se realiza en Etiopía en la que se enfrentan el campeón de la Liga etíope de fútbol contra el ganador de la Copa etíope de fútbol.

## Historia
La copa se jugó por primera vez en el año 1985, donde el campeón fue el Brewery y en algunas temporadas no se ha podido realizar ya sea por factores económicos o porque el mismo equipo ganó tanto la liga como la copa en la misma temporada.

## Palmarés
- 1985 : Brewery (Addis Abeba)
- 1986 : Brewery (Addis Abeba)
- 1987 : Brewery (Addis Abeba)
- 1988 : Bunna Gebeya (Addis Abeba)
- 1989 : no se jugó
- 1990 : Brewery (Addis Abeba)
- 1991 : no se jugó
- 1992 : no no se jugó
- 1993 : Mebrat Hail (Addis Abeba)
- 1994 : Saint-George SA (Addis Abeba)
- 1995 : Saint-George SA (Addis Abeba)
- 1996 : Saint-George SA (Addis Abeba)
- 1997 : Ethiopian Bunna (Addis Abeba)
- 1998 : Mebrat Hail (Addis Abeba)
- 1999 : no se jugó (St. George ganó liga y copa)
- 2000 : Ethiopian Bunna (Addis Abeba)  1-1 2-1 Saint-George SA (Addis Abeba)
- 2001 : Mebrat Hail (Addis Abeba) 4-1 1-2 Saint-George SA (Addis Abeba)
- 2002 : Saint-George SA (Addis Abeba) 2-1 1-0 Medhin (Addis Abeba)
- 2003 : Saint-George SA (Addis Abeba) 1-0 5-0 Ethiopian Bunna (Addis Abeba)
- 2004 : Bankoch (Addis Abeba) 2-1 agg Awassa Kenema (Awassa)
- 2005 : Saint-George SA (Addis Abeba) 2-0 2-0 Awassa Kenema (Awassa)
- 2006 : Saint-George SA (Addis Abeba) 0-0 6-0 Mekelakeya (Addis Abeba)
- 2008 : Ethiopian Bunna (Addis Abeba) 2-1 awd Saint-George SA (Addis Abeba)
- 2009 : Saint-George SA (Addis Abeba) 3-2 Dedebit (Addis Abeba)
- 2010 : Ethiopian Bunna (Addis Abeba) 2-1 0-0 Saint-George SA (Addis Abeba)
- 2011-14 : Desconocido
- 2015 : Saint-George SA 1-1 (5-4 pen.)  Mekelakeya (Addis Abeba)[1]
- 2016 : Desconocido
- 2017 : Saint-George SA 2-0  Welayta Dicha (Sodo)

## Títulos por Equipo
| Club                                                  | Títulos |
| ----------------------------------------------------- | ------- |
| Saint-George SA (Addis Abeba; incluye a Brewery)      | 14      |
| Ethiopian Bunna (Addis Abeba; incluye a Bunna Gebeya) | 5       |
| Mebrat Hail (Addis Abeba)                             | 3       |
| Bankoch (Addis Abeba)                                 | 1       |